# 中野好文
中野好文（なかの よしふみ、1940年 - 2008年6月26日）は、日本の建築行政職、都市計画家で東京都足立区助役。一級建築士。建築主事。

## 経歴
1958年日本大学旧工学部建築学科卒業。足立区まちづくり課長、同都市計画課長、同建築部長、同都市環境部長を経て、現職。
著書に『市民生活と自治体責任』（共著、学陽書房）、『あなたのまちをデザインする６１の方法』（共著、日本コンサルタントグループ）、『都市の計画と防災』（共著、地域科学研究会）など。